# قهرمانان (فیلم ۱۹۸۴)
قهرمانان (به انگلیسی: Champions) فیلمی محصول سال ۱۹۸۴ و به کارگردانی جان اروین است. در این فیلم بازیگرانی همچون جان هرت، ادوارد وودوارد، جن فرانسیس، بن جانسون، آلیسون استدمن، کرستی الی، آن بل، جودی پارفیت و مایکل بیرن ایفای نقش کرده‌اند.